# 兵庫県道315号下相野森線
兵庫県道315号下相野森線（ひょうごけんどう315ごう しもあいのもりせん）は、兵庫県三田市から加東市に至る一般県道である。

## 概要
三田市下相野から加東市森に至る。

### 路線データ
- 起点：三田市下相野（兵庫県道141号黒石三田線交点、兵庫県道309号福住三田線終点）
- 終点：加東市森（森交差点、兵庫県道17号西脇三田線交点）
- 総延長：11.065 km

## 路線状況

### 重複区間
- 兵庫県道314号大川瀬吉川線（加東市少分谷）
- 兵庫県道313号平木南山線（加東市長貞・雲竜橋東交差点 - 加東市長貞）

## 地理

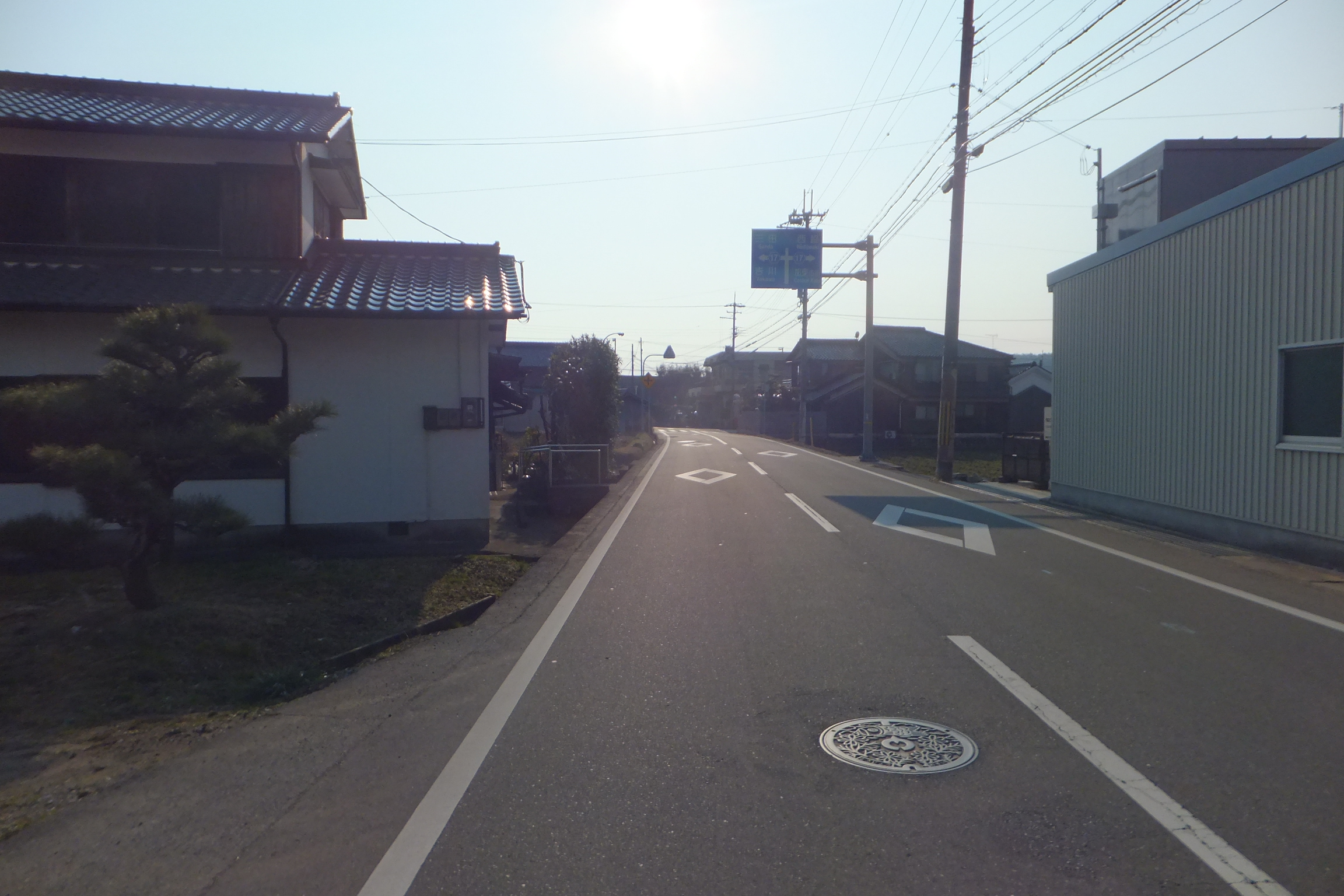
終点付近
加東市森で撮影

### 通過する自治体
- 三田市
- 三木市
- 加東市

### 交差する道路
| 交差する道路                                    | 市町村名 | 交差する場所           | 交差する場所    |
| ----------------------------------------------- | -------- | ---------------------- | --------------- |
| 兵庫県道141号黒石三田線 兵庫県道309号福住三田線 | 三田市   | 下相野                 | 起点            |
| 兵庫県道512号新田大沢線                         | 三木市   | 吉川町新田（にった）   |                 |
| 兵庫県道314号大川瀬吉川線 重複区間起点          | 加東市   | 少分谷（しょうぶだに） |                 |
| 兵庫県道314号大川瀬吉川線 重複区間終点          | 加東市   | 少分谷                 |                 |
| 兵庫県道313号平木南山線 重複区間起点            | 加東市   | 長貞（ながさだ）       | 雲竜橋東交差点  |
| 兵庫県道313号平木南山線 重複区間終点            | 加東市   | 長貞                   |                 |
| 兵庫県道316号広野永福線                         | 加東市   | 永福                   |                 |
| 兵庫県道17号西脇三田線                          | 加東市   | 森                     | 森交差点 / 終点 |

### 沿線
- JR西日本福知山線 相野駅
- 神戸三田ゴルフクラブ